# デイヴィッド・ヒューム
デイヴィッド・ヒューム（David Hume、ユリウス暦1711年4月26日〈グレゴリオ暦5月7日〉 - 1776年8月25日）は、スコットランドの哲学者。ロック、バークリー、ベーコン、ホッブズと並ぶ英語圏の代表的な経験論者であり、生得観念を否定し、経験論・懐疑論・自然主義哲学に絶大な影響を及ぼした。歴史家、政治思想家、経済思想家、随筆家としても知られ、啓蒙思想家としても名高い。生涯独身を通し、子を一度も残していない。エディンバラ出身。

## 概要
イギリス哲学の軸となった経験論の完成者で『人間本性論』が主著である。生前は歴史家、哲学者として知られた。自由主義者、政治面ではジャコバイトに反対し、先進的なイングランドとスコットランドの統合を支持する立場であった。
ヒュームはそれ以前の哲学が自明としていた知の成立の過程をそのそもそもの源泉から問うというやり方で問い、知識の起源を知覚によって得られる観念にあるとした。確実な知に人間本性が達することが原理的に保証されていないと考えるものの、ピュロンのような過激な懐疑は避け、セクストスの影響を受け、数学を唯一の論証的に確実な学問と認める比較的緩やかな懐疑論を打ち立て、結果的に人間の知および経験論の限界を示した。
『英国史』（The History of England 6巻 1754-1762年に刊行）は、ベストセラーとなり、その後の15年間に多数の版を重ねた。また、この成功に乗じて、それまでの哲学書、例えば大著『人間本性論』（Treatise of Human Nature 1739-1740年刊行）を再版して、重要な作品として認められた。ヒュームの思想はトーマス・ジェファーソン、ベンジャミン・フランクリンなどのアメリカ建国の父たちにも大きな影響を与えた。

## 生涯

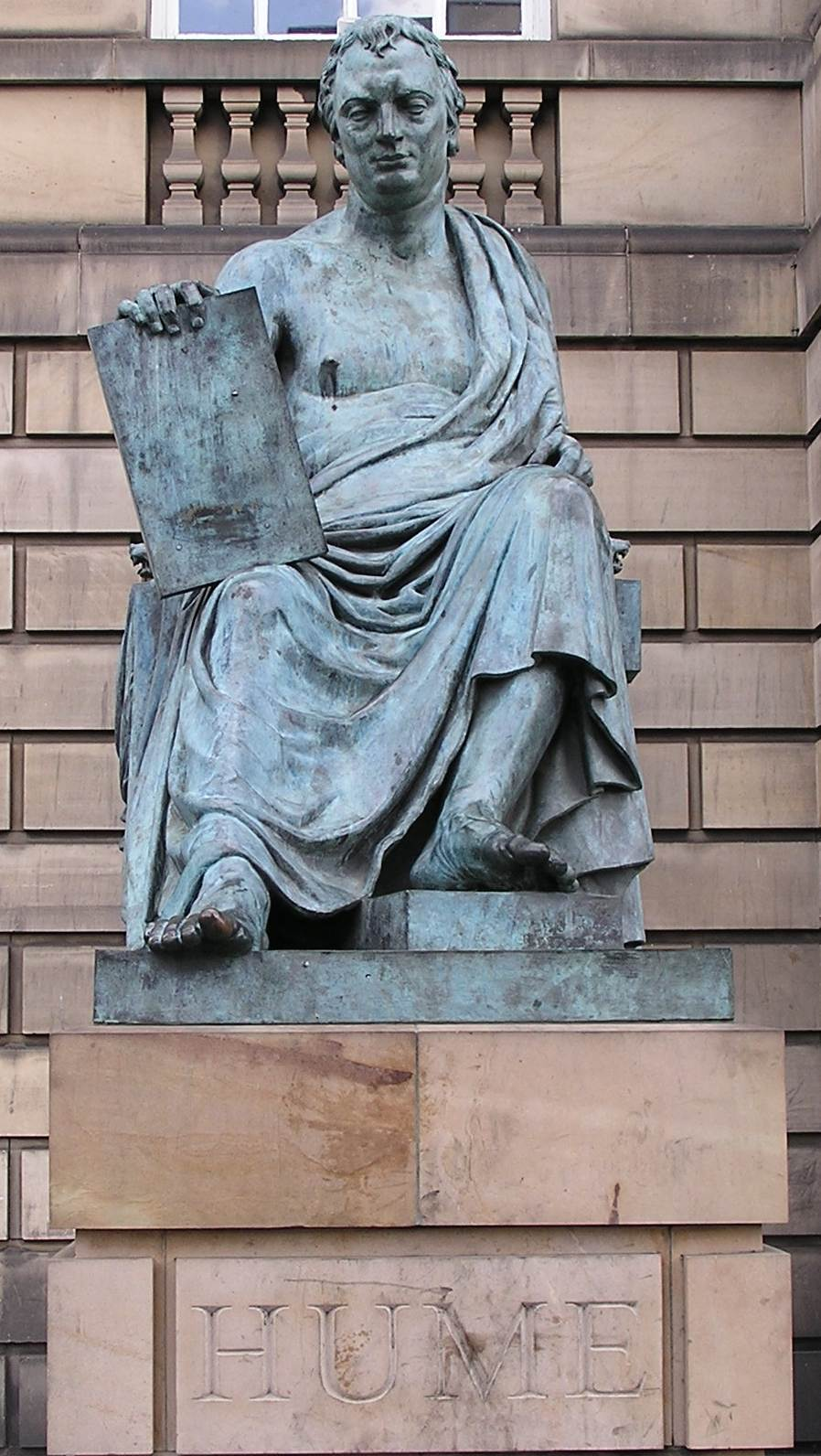
デイヴィッド・ヒューム - エディンバラ

- 1711年 - 4月26日、グレートブリテン王国のスコットランドエディンバラ(Edinburgh)近郊の別荘でジョーゼフ・ヒュームとキャサリンの次男として生まれる。兄のジョンと姉がいる
- 1713年 - 父死亡
- 1723年 - エディンバラ大学入学
- 1725年 - エディンバラ大学退学。哲学以外のことへの興味を持てなかったためとされる。以後自宅で哲学の研究に没頭した。
- 1729年 - 精神を病む
- 1730年 - 冬、精神状態、回復に向かう
- 1734年 - 2月末、ロンドンへ行き「医師への書簡」執筆。ブリストルにある商会で仕事。夏退職しフランスに行きパリを経てランスに行く
- 1735年 - 秋にラフレーシに行く。『人間本性論』を執筆。
- 1737年 - フランスより帰国。ロンドンで『人間本性論』出版に努力。
- 1739年 - 1月末『人間本性論』第1・2篇を出版。当初匿名で出版され、ほとんど注目されることもなかった。
- 1740年 - 3月『人間本性論摘要』出版。11月『人間本性論』第3篇出版
- 1741年 - エッセイ集である『道徳政治論集』第1篇出版。こちらも匿名出版だが、よく売れた。
- 1742年 - 『道徳政治論集』第2篇出版。
- 1745年 - 4月、アナンディル侯爵の家庭教師となる。母キャサリン死亡
- 1746年 - 4月家庭教師を辞め、ロンドンに住む。5月セント=クレア中将の法務官としてフランスのブルターニュ遠征へ。
- 1747年 - 帰国。2月、セント=クレア中将の副官として、ウイーン・トリノへの軍事使節団に。4月『人間知性についての哲学的試論』出版。年末にロンドンに戻る。
- 1750年 - エッセイ集『政治論集』(Political Discourse）出版。よく売れる。この年頃アダム・スミスと会う。
- 1751年 - 兄ジョンの結婚。エディンバラの家で姉と住む。12月『道徳原理研究』出版
- 1752年 - 2月、エディンバラ弁護士協会の図書館長。『政治経済論集』出版。
- 1754年 - 秋『イングランド史』第1巻出版。当初は売れず。
- 1756年 - 年末『イングランド史』第2巻出版。このころから、ヴォルテールに褒められるなど、彼の名声がようやく確立することになる。
- 1757年 - 1月図書館長辞任。2月『小論文四篇』（含宗教の自然史）出版
- 1759年 - 3月『イングランド史』第3・4巻出版。『人間知性研究』（『人間知性についての哲学的試論』の改題）出版
- 1762年 - 『イングランド史』第5・6巻を出版し全巻が完結。反響が大きく経済的にも恵まれた。
- 1763年 - 6月ハートフォード卿コンウェイより、パリで秘書官を勤めることを薦められる。10月パリに行く。ダランベールやディドロと交流。
- 1765年 - 7月コンウェイの正式の秘書官となり、代理大使。12月パリでジャン＝ジャック・ルソーと出会う。
- 1766年 - 1月ルソーとともに帰国したが、ルソー自身は次第にヒュームに疑念を抱くようになり、6月に絶交を宣言し帰国。
- 1767年 - 2月、コンウェイ将軍（ハートフォード卿の弟）が北部担当の国務大臣。その次官に就いた。
- 1768年 - 1月次官辞任
- 1776年 - 1月遺言状を作る。4月「私の生涯」を書く。8月7日遺言状の補足を書く（『自然宗教をめぐる対話』の出版を甥に委託）。8月25日午後4時頃死去。8月29日エディンバラのカールトン-ヒル墓地に埋葬。『イングランド史』は没後も多く読まれ、1894年までに少なくとも50版を重ねた。

## 思想

### 認識論
ヒュームは『人間本性論』では、人はどのように世界を認識しているかという認識論より検討を始めている。
人間の知覚（perception、これはヒューム独自の用法であり、心に現れるもの全てを指す）を、印象（impression）と、そこから作り出される観念（idea）の二種類に分けている。印象と観念には、それぞれ単純（simple）なものと複合（complex）なものとがあり、全ての観念は印象から生まれると主張した。そして印象は観念の源泉となるが、観念から印象は生じないとした。
これらの観念が結合することにより知識が成立され、この結合についてはヒュームは二種類の関係を想定した。一つを「自然的関係」と呼び、もう一つを「哲学的関係」と呼んだ。前者は「類似（similarity）」「時空的近接（contiguity）」「因果関係（causality）」であり、後者は量・質・類似・反対および時空・同一性・因果である。

### 因果関係
因果について詳細に検討した結果、因果に関する問題を四つに分け提示した。
1. 因果関係（causal relation）について
2. 因果の推論（causal inference）について
3. 因果の原則（causal principle）について
4. 必然性についての三つの疑問

ヒュームは、因果関係の特徴は「でなければならない（must）」という考え、あるいは必然性にあると見なした。しかし彼は、原因と結果の間に必然的な結合と言えるような結びつきはなく、事物は我々にそのような印象を与えないと論じ、「である（be）」あるいは「起こる（occur）」でしかなく、「must」は存在しないと主張した。一般に因果関係といわれる二つの出来事のつながりは、ある出来事と別の出来事とが繋がって起こることを人間が繰り返し体験的に理解する中で習慣によって、観察者の中に「因果」が成立しているだけのことであり、この必然性は心の中に存在しているだけの蓋然性でしかなく、過去の現実と未来の出来事の間に必然的な関係はありえず、あくまで人間の側で勝手に作ったものにすぎないのである。では「原因」と「結果」と言われるものを繋いでいるのは何か。それは、経験に基づいて未来を推測する、という心理的な習慣である。
ヒュームは、それまで無条件に信頼されていた因果律には、心理的な習慣という基盤が存在することは認めたが、それが正しいものであるかは論証できないものであるとした。後世この考えは「懐疑主義的」だと評価されることになった。

### 実体
なお同様の議論において、実体の観念は、個々の印象の連想による主観的な結合を客観において支えるべき何ものかとして、単に想定されたものであるとしている。

### 倫理
ヒュームの倫理学は、一般的にはシャフツベリーに始まる道徳を判断する感覚（道徳感覚、moral sense）があるとするモラルセンス学派に含められる。同時にヒュームの立場は感情主義と呼ばれる。その倫理に関する主張は、以下四つにおおまかに分けられる。
1. 理性はそれだけでは、倫理的行為の動機として機能せず（「理性は感情の奴隷である」）、倫理的判断は理性によらない（その中の有名な議論としてヒュームの法則）。
2. 倫理は情念から生まれる──ヒュームは、倫理は情念から生まれるとした。人間という種は集団で生活する中で共感という作用を通じて、他の人と感情を共有することができる。詳しくいえば、まずある人間の心で情念が生じるが、それが外部に声や身振りを通じて表れる。そうした外部への信号を受けとった人は、その信号から相手の心の情念を推論する。その結果、信号の送り手と受け手の間で共感が生じる。こうした共感を通じて倫理が生じるのであり、人間の倫理性はこうした感情的な基盤を持っていると考えた。一方理性については、それだけでは倫理的行為を行う動機とはならないと考えたが、この点ヒュームは、ソクラテス＝プラトンに始まり、それまで（ヒューム自身以後も）長期にわたりヨーロッパの哲学を支配した主知主義・理性主義的倫理学とは、結果的に対立した見解をとっている。主知主義においては、倫理性は理性から来るものであり、感情や欲望などは理性に従い、調和している必要があると考えられていた（例えばプラトンは正義を理性主導による欲望と気概と理性の調和としている）。
3. ヒュームはそもそもの道徳の成立の原因を利に求め、自分の利を確保するために統治機構や倫理を人工的に作ったと言う（このことから彼は功利主義の先駆者と目されることもある）。
4. ある種の徳、不徳は自然であり、正義は人工的なものだとした。ヒュームは徳を「自然な徳目（natural virtue）」と「人工的な徳目（artificial virtue）」とに分け、前者には寛容など、後者には正義などを含めた。

## 批評

### 哲学
生前よりヒュームは懐疑論者、無神論者として槍玉にあがっており、そのためにエディンバラ大学教授などのアカデミック・ポストを望んでいたにもかかわらず終生得ることができなかった。また、デビュー作『人間本性論』は「印刷所から死産した」と自ら評したほど当代の人々の注目を浴びなかった（しかし、海外ではちらほらと書評が書かれるなりしていたようであり、全く無視されたわけではなかったようである）。後世のドイツ哲学のイマヌエル・カントは、ヒュームが自身の独断のまどろみを破ったことを告白したと共に、「哲学を独断論の浅瀬に乗り上げることから救ったが、懐疑論という別の浅瀬に座礁させた」と批評している。
20世紀の著名な分析哲学者バートランド・ラッセルは、因果関係の必然性を否定したヒュームの懐疑論を克服した哲学は、カントをはじめとしたドイツ観念論も含め、いまだに現れていないとの見解を示している。
ヒュームの哲学が、20世紀以降の現代哲学において分析哲学の一部潮流に強い影響を与えたことはよく知られている。しかしそれだけではなく、大陸哲学の一部にも強い影響を与えている。若き日のジル・ドゥルーズは、カント的な哲学とは異なる手法の哲学を目指し、「ヒューム主義」をとった。哲学研究者千葉雅也の言葉を引用すれば、「ヒュームと共にドゥルーズは、関係を事物の本質に依存させないために、事物を〈主体にとって総合された現象＝表象〉ではなくさせる。総合性をそなえた主体の側から、あらゆる関係を解放する――私たち＝主体の事情ではなく、事物の現前から哲学を再開するのである。カントの超越論哲学は、一般的な、大文字の《私たち》にとって世界がどのように理解されているか、を問うものであった。他方、ヒュームの経験論哲学は、既成の《私たち》からではなく、事物の関係の変化から発し、個々の主体の不安定なシステム化を問うのである。」ということである。ヒューム哲学に踏み込むドゥルーズ本人の哲学書としては、初期の『経験論と主体性』や論文集『無人島』に収められた「ヒューム」などがよく知られている。

### 経済思想
ヒュームは経済思想家としての側面も持つ。古典派経済学の祖とされるアダム・スミスとは信頼関係に結ばれた友人であった。経済評論家の中野剛志によれば、ヒュームは自由貿易の擁護はしていてもドイツが未発達の工業製品に関税をかけることは間違いではないとし、ヒュームが自由貿易を奨励したのは、海外とのコミュニケーションを盛んにすることで知識が交換されたり、海外から入る知識や技芸によって、国内の文化が刺激されて豊かになるという話であって、資源配分の効率化の話ではなく、海外市場を取りに行くべきではないとされる。また中野によれば、ヒュームは、単なる自由貿易をコマースではなく、コミュニケーションとして捉えており、コミュニケーションが上手くいき、文明が発達するためには大体同じ程度の文明水準でなければならないと言っていたとしている。ヒュームをはじめ18世紀の頃の啓蒙思想家たちが注意深く見ていたのは世界の成り立ちであり、経済システムがいかに文化・制度・法律・政治体制により異なっていくかということであり、経済システムが国ごとにいかに違うかというのを強調するのが政治経済学、社会科学の始まりであったと、中野は評している。

### 政治思想
ヒュームは、エッセイ「原始契約について（Of the Original Contract）」（1748年）において、当時のイギリスで有力だったトーリー党の王権神授説およびホイッグ党の社会契約説（原始契約説）を、いずれも経験的根拠を欠いた独断的な主張であるとして批判している。
王権神授説については、政府の起源を神に求めるという意味で理論的な一貫性はあると認めつつも、「神は万物を創造したのであって、君主だけを特別に神聖なものとして扱う理由にはならない」と主張する。したがって、王権に神聖不可侵の特権を認めることは正当化されないという立場を取った。
一方、社会契約説については、「仮にかつて人民の同意に基づく契約が存在したとしても、それはあまりに古く、現代において効力を持つとは言えない」と述べる。さらに「現在または歴史に記録されている政府のほとんどは、権力の簒奪や征服によって成立しており、人民の公正な同意や自発的服従によって始まったと主張できる例は稀である」として、その歴史的事実性を否定している。

### 国際政治論
ヒュームは、1758年に発表した政治エッセイ集『政治論文（Political Discourses）』に収録された「勢力均衡について（Of the Balance of Power）」において、国際関係における勢力均衡（バランス・オブ・パワー）という概念を論じている。彼は、巨大な君主国の台頭は周辺諸国にとって脅威であり、それを抑止する形で勢力の均衡が保たれるのは自然な原理であると述べている。また、このエッセイでは、勢力均衡は単なる外交政策ではなく、自由と安定を守るための本質的な政治原理であるという見解を示している。
現代の国際政治学では、ヒュームのこの議論は、勢力均衡を「意図的な外交戦略」ではなく「自然発生的な政治秩序」として捉える視点として理解されている。たとえば、有斐閣の『国際政治学』では、ヒュームがこのエッセイを通じて、当時のイギリスがフランスを警戒するあまり対外戦争に傾きすぎていた状況を批判し、より安定した国際秩序の必要性を訴えていたことが指摘されている。
ヒュームの勢力均衡論は、近代リアリズム（現実主義）国際政治理論の萌芽的思想とも位置づけられることが多く、後のマキャヴェリ、モンテスキュー、そして現代国際政治学（モーゲンソー、ウォルツなど）にもつながる要素を含んでいると評価される。

### 人種差別主義
ヒュームは白人を至上のものとし、黒人や黄色人種など他の人種を劣っていると考えていたため、人種差別を正当化する人種主義であると批判されている。「国民性について」の注で、ヒュームは次のように述べている。

## 現代における論争
デイビッド・ヒュームはその哲学的業績に加えて、人種に関する発言でも近年注目を集めている。とりわけ、1748年のエッセイ『国民性について (Of National Characters)』における注釈で、「黒人は自然に劣っている」などと記したことは、現代の価値観に照らして人種差別的であるとして批判の対象となってきた。
2020年のブラック・ライヴズ・マター（Black Lives Matter）運動の広がりを背景に、ヒュームの名前を冠したエディンバラ大学の建物「デイビッド・ヒューム・タワー（David Hume Tower）」には抗議のポスターが貼られ、同大学はその後、建物名を「40 George Square」に改名する決定を下した。
一方で、ヒュームを人種差別主義者と断定的に評価することには慎重な見解も存在する。評論家ケナン・マリック（Kenan Malik）は、ヒュームの思想は一面的ではなく、歴史的文脈に照らして理解されるべきであり、発言内容と哲学的業績は区別して評価する必要があると論じている。
このように、ヒュームの人種観とその評価をめぐる議論は、現代における歴史的人物の再評価の文脈の中で、ひとつの論争的テーマとなっている。

## 著作
『人間本性論』A Treatise of Human Nature
- 香原一勢訳「人性論」（抄訳）, 『世界大思想全集』春秋社, 1930年
- 大槻春彦訳『人性論』全4巻 岩波文庫, 1948-1952年
- 山崎正一他訳「人間本性論」（抄訳）-『世界大思想全集』河出書房, 1955年
- 土岐邦夫訳「人性論」（抄訳）-『世界の名著 ロック・ヒューム』中央公論社, 1968年
  - 『人性論』中公クラシックス, 2010年。改訂版（一ノ瀬正樹 解説）
- 木曾好能訳『人間本性論 1 知性について』 法政大学出版局, 1995年、新装版2011年、普及版2019年
  - 『2 情念について』伊勢俊彦・石川徹・中釜浩一訳, 2011年、同上
  - 『3 道徳について』伊勢俊彦・石川徹・中釜浩一訳, 2012年、同上
- 神野慧一郎・林誓雄訳『ヒューム 人間本性論 道徳について』京都大学学術出版会「近代社会思想コレクション」, 2019年

『人間本性論摘要』An Abstract of a Book latety published entituled a Treatise of Human Nature
- 斎藤繁雄・一ノ瀬正樹訳『人間知性研究—-付・人間本性論摘要』（法政大学出版局）所収

『道徳政治論集』Essays Moral and Political
- 小松茂夫訳『市民の国について』岩波文庫 全2巻, 改版1982年
- 福鎌忠恕・斎藤繁雄訳「迷信と熱狂について」、『奇蹟論・迷信論・自殺論　ヒューム宗教論集3』法政大学出版局, 1985年、新装版2011年
- 田中敏弘訳『ヒューム 道徳・政治・文学論集 完訳版』名古屋大学出版会, 2011年

『エディンバラ書簡』A Letter from a Gentleman to his Friend in Edinburgh
- 福鎌忠恕・斎藤繁雄訳「一郷士よりエディンバラの一友人に宛てた一書簡」、『奇蹟論・迷信論・自殺論』所収

『人間知性研究』An Enquiry Concerning Human Understanding
- 福鎌達夫訳『人間悟性の研究』1948年
- 福鎌忠恕・斎藤繁雄訳「奇跡について」、「特殊的摂理と未来〔来世〕の状態について」、『奇蹟論・迷信論・自殺論』所収
- 渡部峻明訳『人間知性の研究・情念論』晢書房, 1990年
- 斎藤繁雄・一ノ瀬正樹訳『人間知性研究』 法政大学出版局, 2004年、新装版2011年、普及版2020年
- 神野慧一郎・中才敏郎訳『ヒューム 人間知性研究』 京都大学学術出版会「近代社会思想コレクション」, 2018年

『道徳原理研究』An Enquiry Concerning the Principles of Morals
- 松村文二郎・弘瀬潔訳『道徳原理の研究』春秋社, 1949年
- 渡部峻明訳『道徳原理の研究』晢書房, 1993年

『政治論集』Political discourses
- 小松茂夫訳『市民の国について』 岩波文庫 全2巻, 1952年。改版1982年
- 田中敏弘訳『経済論集』東京大学出版会, 1967年
- 田中敏弘訳『ヒューム 政治経済論集』御茶の水書房, 1983年
- 田中秀夫訳『ヒューム 政治論集』京都大学学術出版会「近代社会思想コレクション」, 2010年

『四論集』Four Dissertations、『宗教の自然史』The Natural History of Religion
- 福鎌忠恕・斎藤繁雄訳『宗教の自然史　ヒューム宗教論集1』法政大学出版局, 1972年、新装版2011年

『私の生涯』My Own Life
- 福鎌忠恕・斎藤繁雄訳「自叙伝」、『奇蹟論・迷信論・自殺論』所収

『二試論』
- 福鎌忠恕・斎藤繁雄訳「自殺について」、「魂の不死性について」、『奇蹟論・迷信論・自殺論』所収

『自然宗教に関する対話』Dialogues Concerning Natural Religion
- 福鎌忠恕・斎藤繁雄訳『自然宗教に関する対話　ヒューム宗教論集2』法政大学出版局, 1975年、新装版2014年
- 犬塚元訳『自然宗教をめぐる対話』岩波文庫, 2020年

『わが生の思い出』 A Kind of History of My Life
- 1734年

『イングランド史』 The History of England
- 1754–62年、全6巻

### 評伝
- ニコラス・フィリップソン 『デイヴィッド・ヒューム　哲学から歴史へ』永井大輔訳、白水社、2016年